# Павлодарский нефтехимический завод
Павлодарский нефтехимический завод или ПНХЗ — один из трёх ведущих нефтеперерабатывающих заводов Казахстана. Построен в 1978 году. Для теплоэнергоснабжения завода рядом была построена ТЭЦ-3. Владельцем нефтеперерабатывающего завода является АО «КазМунайГаз — переработка и маркетинг» (100 %). Является одним из самых современных по технологии в Республике Казахстан. Завод перерабатывает нефть по топливному варианту и обеспечивает глубину переработки до 85 %. По технологии завод ориентирован на переработку западносибирской нефти. Проектная мощность переработки составляет 5,1 млн. тонн в год. 
Площадь  завода  10км²

## История завода
За годы эксплуатации акционеры и юридический статус завода неоднократно менялись:
- 1978—1994 годы — Павлодарский нефтеперерабатывающий завод (ПНПЗ);
- 1994—1997 годы — Акционерное общество «Павлодарский нефтеперерабатывающий завод» (АО «ПНПЗ»);
- 1997—2000 годы — Закрытое акционерное общество «Павлодарский нефтеперерабатывающий завод — CCL» (ЗАО «ПНПЗ- CCL»);
- 2000 год (VII—XI) — Акционерное общество «Павлодарский нефтеперерабатывающий завод» (АО «ПНПЗ»);
- С ноября 2000 года — Акционерное общество «Павлодарский нефтехимический завод» (АО «ПНХЗ»).
- В августе 2009 года АО «ПНХЗ» вошло в группу компаний Акционерного общества «Национальная компания „КазМунайГаз“».
- В марте 2013 г. — ТОО «Павлодарский нефтехимический завод».

Коллектив завода в разное время возглавляли директора: В. И. Брендес, А. Н. Белоусов, Г. Г. Мощенко, С. А. Мералиев, О. М. Ли, А. И. Дука, Д. Ш. Жарасов, Ю. М. Гинатулин, Р. С. Бектуров, В. Г. Фомин. С 2009 по 2017 года завод возглавлял Ш. А. Данбай. Строительством завода руководили заместители директора по капитальному строительству: В. Н. Житин, С. А. Вольфсон, Ж. К. Жапаров.
Определяли техническую политику, совершенствовали технологию по переработке нефти, выпуску высококачественной продукции и расширению ассортимента главные специалисты:
Главные инженеры, технические директора — А. Н. Белоусов, Г. Д. Мостовых, С. А. Вольфсон, В. Т. Ливенцев, С. Г. Андрияшин, Р. Т. Шарипов, Е. П. Двуреков, О. Б. Алсеитов. С 2016 года заместитель генерального директора по производству — главный инженер И. В. Дубинин. Главные технологи — С. А. Вольфсон, В. Р. Вайнбендер, В. А. Карякин. C 2001 года главный технолог, с 2016 года заместитель главного инженера по нефтепереработке А. А. Аникин.
В октябре 2017 года из-за ошибки во время сварочных работ на установке по производству водорода было повреждено дорогостоящее оборудование.
В ноябре 2017 года Алсеитов  назначен исполняющим обязанности генерального директора ТОО «Павлодарский нефтехимический завод».
22 декабря 2017 года по решению Правления акционерного общества «Национальная компания “КазМунайГаз”»  Алсеитов Оспанбек Балтабаевич  назначен генеральным директором (председателем Правления) ТОО «Павлодарский нефтехимический завод».
В августе 2019 года Павлодарский нефтехимический завод запланировал производство авиационного керосина Jet A-1 по стандарту ASTM D 1655.
В феврале 2022 года был задержан гендиректор Павлодарского нефтехимзавода Оспанбек Алсеитов по делу о растрате.
В апреле 2022 года стало известно о возбуждении уголовного дела против руководства Павлодарского нефтехимического завода (ПНХЗ) по факту завышения цен на переработку нефти.